# Yuri Makoveychuk
Yuri Makoveychuk (em ucraniano:  Юрій Маковейчук) é um artista-pintor e cineasta ucraniano.

## Carreira

### Pintura
- Exposição "Designing Intelligence" (Florida Atlantic University).[1]

### Cenógrafo
Makoveychuk participou (na qualidade de designer de produção) em muitas produções independentes de cinema e televisão na Europa, nomeadamente no filme norueguês de 2008 "ICEKISS", bem como nos "Três Mosqueteiros" e "Doze Cadeiras", bem como os cenários para as performances de Maria Burmaka e Verka Serdyuchka.

## Filmografia
- Radioman (1999)[7]